# Johanna van der Stel
Johanna van der Stel, född 1752, död 1818, var en nederländsk dansare. 
Hon var dotter till skådespelarna Willem van der Stel (1715-1788) och Izabella de Gruijter (1716-1787). Hon gifte sig 1774 med dansaren Johannes Mouritz Mol, och 1793 med ämbetsmannen Jonas Witsen (1765-1795). 
Hon var engagerad som både dansös och skådespelare vid Amsterdamse Schouwburg 1763-1772, vid Rotterdamse Schouwburg 1773-1780, som frilansare och sedan åter vid Amsterdamse Schouwburg 1785-1790. 
Hon var ett berömt namn i Nederländerna och användes som en av de mest publikdragande namnen på affischerna. Hon ansågs vara kapabel som både balettdansare och som skådespelare och fick god kritik i pressen inom båda genrer. Som balettdansare var hon elev till Girolama Monti. Hon lämnade Amsterdam när teatern brann ned 1772 och blev medlem i Jan Punts teatersällskap som uppträdde i Rotterdam och för vilken staden uppförde en teater 1773. Hon fick en ledande ställning där och när Maria Elisabeth de Bruyn tvingades gå i konkurs 1780 ansökte hon förgäves om att få överta ledningen. Teatern stängdes dock fram till 1783, och hon uppträdde då med framgång i privata uppträdanden tills hon kunde söka anställning i Amsterdam, där teatern hade återuppförts. 
Hon lämnade teatern 1790 för att leva tillsammans med den rike ämbetsmannen Jonas Witsen, som hon gifte sig med 1793.  